# Aspidoscelis costata
Espèce
Synonymes
- Cnemidophorus costatus Cope, 1878
- Cnemidophorus communis occidentalis Gadow, 1906
- Cnemidophorus sacki barrancorum Zweifel, 1959
- Cnemidophorus sacki griseocephalus Zweifel, 1959
- Cnemidophorus sacki huico Zweifel, 1959
- Cnemidophorus sacki mazatlanensis Zweifel, 1959
- Cnemidophorus sacki nigrigularis Zweifel, 1959
- Cnemidophorus sacki zweifeli Duellman, 1960
- Cnemidophorus alpinus Maslin & Walker, 1965
- Aspidoscelis alpinus (Maslin & Walker, 1965)
- Aspidoscelis costatus (Cope, 1878)

Statut de conservation UICN

 LC  : Préoccupation mineure
Aspidoscelis costata est une espèce de sauriens de la famille des Teiidae.

## Répartition
Cette espèce est endémique du Mexique.

## Systématique
Le nom valide complet (avec auteur) de ce taxon est Aspidoscelis costatus (Cope, 1878).
Aspidoscelis costatus a pour synonymes :
- Aspidoscelis alpinus (Maslin, Walker & Martin, 1965)
- Cnemidophorus alpinus Maslin & Walker, 1965
- Cnemidophorus sacki subsp. barrancorum Zweifel, 1959
- Cnemidophorus sacki subsp. griseocephalus Zweifel, 1959
- Cnemidophorus sacki subsp. huico Zweifel, 1959
- Cnemidophorus sacki subsp. mazatlanensis Zweifel, 1959
- Cnemidophorus sacki subsp. nigrigularis Zweifel, 1959
- Cnemidophorus sacki subsp. zweifeli Duellman, 1960

### Sous-espèces
Selon The Reptile Database (22 janvier 2014) :
- Aspidoscelis costata barrancorum (Zweifel, 1959)
- Aspidoscelis costata costatus (Cope, 1878)
- Aspidoscelis costata griseocephalus (Zweifel, 1959)
- Aspidoscelis costata huico (Zweifel, 1959)
- Aspidoscelis costata mazatlanensis (Zweifel, 1959)
- Aspidoscelis costata nigrigularis (Zweifel, 1959)
- Aspidoscelis costata occidentalis (Gadow, 1906)
- Aspidoscelis costata zweifeli (Duellman, 1960)

## Publications originales
- Cope, 1878 "1877" : Tenth contribution to the herpetology of tropical America. Proceedings of the American Philosophical Society, vol. 17, p. 85–98 (texte intégral).
- Duellman, 1960 : A new subspecies of lizard, Cnemidophorus sacki, from Michoacan, Mexico. University of Kansas publications, Museum of Natural History, vol. 10, no 9, p. 587-598 (texte intégral).
- Gadow, 1906 : A contribution to the study of evolution based upon the Mexican species of Cnemidophorus. Proceedings of the Zoological Society of London, vol. 1906, p. 277-375 (texte intégral).
- Zweifel, 1959 : Variation in and distribution of lizards of western Mexico related to Cnemidophorus sacki. Bulletin of the American Museum of Natural History, vol. 117, no 2, p. 1-72 (texte intégral).